# Beketov (cráter)
Beketov es un pequeño cráter de impacto lunar que se encuentra en el extremo norte del Mare Tranquillitatis. Al sur se encuentra el cráter fantasma Jansen R; y situado al noreste de Beketov a lo largo del borde del mar se encuentra el cráter Vitruvius. Beketov fue designado inicialmente Jansen C antes de ser renombrado por la UAI. El propio cráter Jansen (inundado de lava) se encuentra al sur.
|  |  |